# Диметрична проєкція

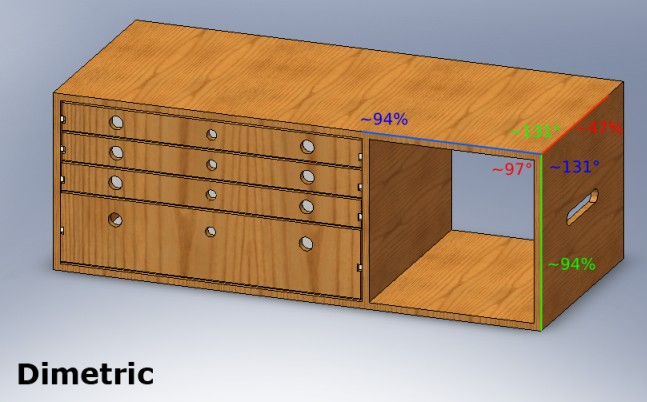
Зображення меблевого виробу у прямокутній диметричній проєкції

Диметри́чна проє́кція — це аксонометрична проєкція, у якої коефіцієнти спотворення по двох осях мають однакові значення, а спотворення по третій осі може набувати іншого значення. Це простий тип технічного креслення графічної проекції який використовується для створення двовимірних (2D) зображень тривимірних (3D) об'єктів.
Такі об'єкти не відповідають перспективній проекції, яка спостерігається в реальному житті, але ця техніка дає певною мірою переконливі та корисні результати.
Диметрична проєкція широко використовується в технічному кресленні. Одна з її форм, кавалерська проекція, використовувалася французькими військовими художниками у XVIII столітті для зображення фортифікаційних споруд.
Диметрична проекція часто використовувалася китайськими художниками з 1-го або 2-го століть до 18-го століття, особливо для зображення прямолінійних об'єктів, таких як будинки.
Різні методи графічної проекції можуть бути використані в комп'ютерній графіці, включаючи системи автоматизованого проектування (САПР), комп'ютерні ігри, створену комп'ютером анімацію та спеціальні ефекти, які використовуються у фільмах.

## Стандартні диметричні проєкції
За ДСТУ 3321:2003 та ДСТУ ГОСТ 2.317:2014 диметричні проєкції можуть бути і прямокутними, і косокутними (зазвичай, фронтальними).
|             |                        |
| Прямокутній | Косокутній фронтальній |

### Прямокутна диметрична проєкція
Прямокутна диметрична проєкція — прямокутна аксонометрична проєкція предмета, яка має неспотворені чи однаково спотворені розміри вздовж аксонометричних осей X і Z і зменшені вдвічі розміри вздовж осі Y.

Наближена побудова осей для прямокутної диметричної проєкції

Вісь Z' розташована вертикально, а осі X' та Y' утворюють з горизонтальною лінією кути 7°10' та 41°25'.
Коефіцієнт спотворення по осі Y' становить 0,47, а по осях X' та Z' 0,94. На практиці використовують приведені коефіцієнти спотворення {\displaystyle k_{x}=k_{z}=1} і {\displaystyle k_{y}=0{,}5}. У цьому випадку зображення отримується збільшеним в {\displaystyle {\frac {1}{0{,}94}}\approx 1{,}06} разів.
Наближено аксонометричні осі стандартної диметричної проєкції можна побудувати, якщо прийняти tg 7°10'=1/8, а tg 41°25'=7/8.

### Косокутна диметрична проєкція
Косокутна диметрична проєкція — косокутна аксонометрична проєкція предмета без спотворення розмірів на осях Х і Z і зменшеними вдвічі розмірами уздовж осі Y.
Фронтальну диметричну косокутну проєкцію дістають на площині аксонометричних проєкцій, що є паралельною фронтальній площині проєкцій. При цьому проєктуючі промені спрямовані до аксонометричної площини під кутом, що не дорівнює 90°.
Коефіцієнт спотворення по осі Y' становить 0,5, а по осях X' та Z' 1.
Допускається застосовувати косокутні диметричні проєкції з кутом нахилу осі Y' у 30° та 45°.

## Застосування
Диметрична проєкція використовується в технічному кресленні, САПР для побудови наглядного зображення деталі на кресленику, а також в комп'ютерних іграх для побудови тривимірного зображення.